# MyAcker.com

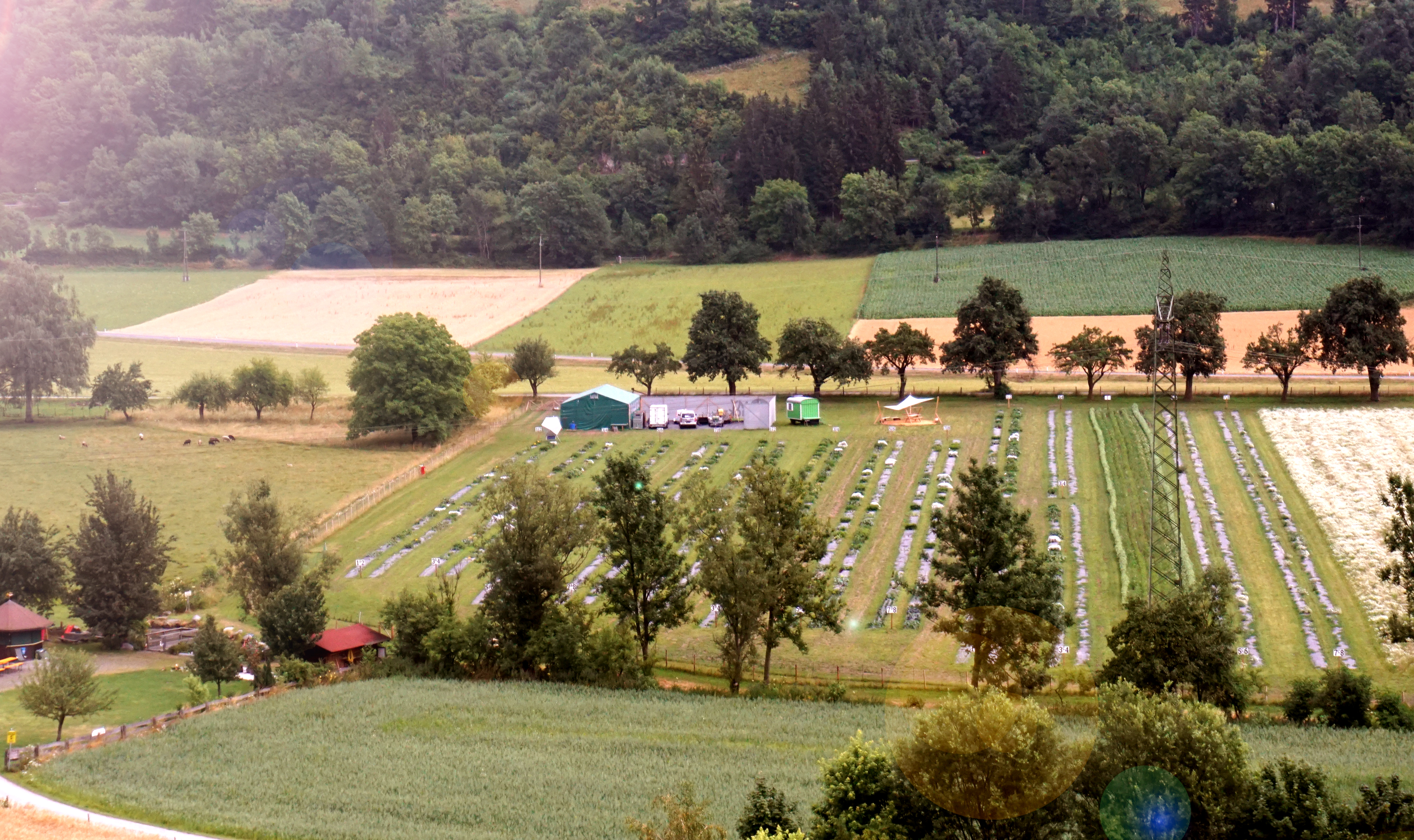
Bild der myAcker Farm in Mühldorf (Kärnten, Österreich)

myAcker.com ist ein Onlineportal zur Erstellung und Bewirtschaftung eines realen Gemüsegartens über das Internet. Darüber hinaus entwickelt die myacker GmbH Technologie und Shopsysteme für autonome Shops und hat mit der AckerBox ein SB-Shopkonzept für ausschließlich regionale Produkte entwickelt. Der Unternehmenssitz der myAcker GmbH befindet sich in Spittal an der Drau, die Ackerflächen selber in Mühldorf und in Rappoltenkirchen im Tullnerfeld nahe Wien.

## Geschichte
Im Dezember 2015 gründeten Christoph Raunig und Patrick Kleinfercher das Projekt myAcker. Nach einer erfolgreichen Testsaison nahm die myAcker.com OG im Frühjahr 2017 den Livebetrieb der Plattform auf. Dabei wurden die Kunden auf 25 limitiert, um die Abläufe am Feld weiter zu optimieren und das System eines Online-Gartens unter realen Bedingungen zu testen. Aufbauend auf den Erfahrungen und Optimierungen aus 2017, wurde für 2018 ein Launch der Plattform österreichweit umgesetzt. Als Pioniere im Remote-Gardening wurde im März 2018 mit der Ausstrahlung im Puls4-Format 2 Minuten 2 Millionen, die myAcker GmbH gegründet, 2,5 Hektar Ackerland bestellt und mit über 400 Gärten in die Saison 2018 gestartet. Mit der Saison 2019 expandierte das Startup um einen weiteren Acker in den Niederlanden. Dort werden auf 8 Hektar Land unter dem Namen „Mijn Boerderijtje“ (Mein kleiner Bauernhof) in Woudenberg (Provinz Utrecht) die Online-Gemüsegärten für die niederländischen Kunden angelegt.
Im August 2019 eröffneten die Macher von myAcker in Spittal an der Drau die erste AckerBox, ein innovatives Selbstbedienungs-Konzept für hochwertige, regionale Produkte samt einzigartigem Shopsystem (ackerPay). Innerhalb eines Jahres folgten 4 weitere Standorte in Villach. Im Sommer 2022, mit in Summe 5 von myAcker selbst betriebenen AckerBoxen, wurde das Konzept um ein Franchise-System erweitert. Mit Stand Juni 2023 gibt es insgesamt 14 AckerBoxen in Österreich, 9 davon werden von Franchisenehmern betrieben (4× Kärnten, 1× in Steyr, Oberösterreich, 4× in Steiermark). Nr. 15 eröffnet im Juli 2023 in Wien und wird damit die erste AckerBox in der Bundeshauptstadt sein.
ackerPay, das inhouse entwickelte Shopsystem zum Betreiben autonomer bzw. hybrider Shops, ist mittlerweile auch über die AckerBox hinaus über 60 Mal im Einsatz: Vom Hofladen bis zum Supermarkt oder Hotelshop, aber auch im Non-Food-Bereich – überall dort, wo personallose Shoplösungen gebraucht werden.

## Konzept
Beim myAcker Onlinegarten registrieren sich die User auf der Seite und mieten sich online Gartenparzellen. Diesen bekommt man, wie bei einem Computerspiel, angezeigt und so kann man ihn nach eigenem Belieben bepflanzen. Gleichzeitig wird das virtuelle Stück Garten am realen Acker angelegt und nach den User-Vorgaben bepflanzt. Ein eigens entwickelter Algorithmus sorgt dafür, dass der Nutzer in Echtzeit alle wichtigen Infos des Gartens bekommt (Bodenfeuchte, Schädlingsbefall, Klimabedingungen, Reifefortschritt etc.) und somit in der Lage ist, den Mitarbeitern am Feld Anweisungen zur Gartenpflege zu geben. Die Elektronik erfasst den Reifefortschritt der Früchte und informiert den Nutzer, wann Früchte zu ernten sind. Der Mitarbeiter am Acker setzt alle Arbeitsschritte um und sendet dem Kunden letztendlich sein eigenes Gemüse per Post zu.